# Швейцария на летних Олимпийских играх 1980
Швейцария принимала участие в Летних Олимпийских играх 1980 года в Москве (СССР) в девятнадцатый раз за свою историю, и завоевала две золотые медали. Сборная страны состояла из 73 спортсменов (67 мужчин, 6 женщин). Из-за бойкота олимпийских игр спортсмены выступали под олимпийским флагом.
Швейцарцы завоевали более одной золотой медали на летних Играх впервые с 1952 года.

## Медалисты
| Медаль | Спортсмен          | Вид спорта | Дисциплина                                  |
| ------ | ------------------ | ---------- | ------------------------------------------- |
| Золото | Роберт Дилль-Бунди | Велоспорт  | Мужчины, индивидуальная гонка преследования |
| Золото | Юрг Рётлисбергер   | Дзюдо      | Мужчины, до 86 кг                           |

## Результаты соревнований

### Академическая гребля
В следующий раунд из каждого заезда проходили несколько лучших экипажей (в зависимости от дисциплины). В финал A выходили 6 сильнейших экипажей, ещё 6 экипажей, выбывших в полуфинале, распределяли места в малом финале B
Мужчины
| Соревнование | Спортсмены    | Предварительный заезд | Предварительный заезд | Предварительный заезд | Отборочный заезд | Отборочный заезд | Отборочный заезд | Полуфинал | Полуфинал | Полуфинал | Финал   | Финал   | Итоговое место |
| Соревнование | Спортсмены    | Заезд                 | Время                 | Место                 | Заезд            | Время            | Место            | Заезд     | Время     | Место     | Время   | Место   | Итоговое место |
| ------------ | ------------- | --------------------- | --------------------- | --------------------- | ---------------- | ---------------- | ---------------- | --------- | --------- | --------- | ------- | ------- | -------------- |
| одиночки     | Бернар Дестра | 2                     | 7:59,81               | 4                     | 1                | 7:25,97          | 1 Q              | 2         | 7:33,87   | 5         | Финал B | Финал B | 7              |
| одиночки     | Бернар Дестра | 2                     | 7:59,81               | 4                     | 1                | 7:25,97          | 1 Q              | 2         | 7:33,87   | 5         | 7:19,90 | 1       | 7              |